# Poche (心理カウンセラー)
Poche（ポッシュ）は、日本のフリー心理カウンセラー、漫画家、イラストレーター、作家である。

## 概要
人間関係や親子問題、機能不全家族を専門とする心理カウンセラー。精神科クリニックに併設されたカウンセリングルームで10年以上勤務した後、独立して活動している。

## 漫画
Twitterやインスタグラムでは自身のイラストや自作の漫画を投稿しており、漫画の主人公はうさぎである。
2025年は蛇年であるためか、へびも良く出てくる。

### 登場キャラクター
- うさぎ

主人公。機能不全家族で育ち、今は親元を離れて暮らしている。
- ペンギン

うさぎの友達。
- くま

うさぎの友達。
- 柴犬

うさぎの友達。
- ねこ

うさぎの友達。
- へび

へび年である2025年に登場。
- キリン

2025年7月24日に登場。